# Flybmi
Flybmi, официально как British Midland Regional Limited, ранее под брендом bmi regional, — бывшая региональная авиакомпания Великобритании со штаб-квартирой в аэропорту Восточный Мидландс, работавшая в сфере регулярных пассажирских перевозок по аэропортам страны и Европы.
Портом приписки перевозчика и его главным транзитным узлом (хабом) являлся аэропорт Восточный Мидландс.
BMI Regional являлась дочерним предприятием ныне упразднённой British Midland International (BMI), 20 апреля компания была выкуплена немецким флагманом Lufthansa у International Airlines Group (IAG) и месяц спустя продана инвестиционной группе «Sector Aviation Holdings». С октября 2012 года работала в качестве независимого от других авиакомпаний перевозчика.

## История
Авиакомпания Business Air была основана в 1987 году и начала операционную деятельность в августе того же года. В 1999 году компания была приобретена магистральной British Midland International и сменила официальное название на British Midland Commuter. В 2001 году перевозчик очередной раз изменил название на действующее в современном периоде bmi regional.
Будучи дочерним предприятием, BMI Regional находилась во владении бизнесмена Майкла Бишопа (50 %, авиакомпаний Lufthansa (30 %) и Scandinavian Airlines (20 %). В октябре 2009 года Lufthansa выкупила все доли у остальных владельцев и стала полным собственником BMI Regional. Начавшаяся со следующего месяца реструктуризация деятельности перевозчика привела к увеличению убыточных маршрутов и к несбалансированности маршрутной сети регулярных перевозок в целом. В результате, в первой половине 2010 года компания имела три незадействованных самолёта Embraer и негативную тенденцию в финансовых показателях, вследствие чего управляющая компания начала предупреждать сотрудников о возможном сокращении штата перевозчика. Некоторое время спустя три лайнера были сданы в аренду другим авиакомпаниям.
В 2012 году BMI Regional была приобретена инвестиционной группой «Sector Aviation Holdings», находящейся под управлением бизнесменов Стивена и Питера Бондов (которые в 2010 году продали собственную вертолётную авиакомпанию Bond Aviation Group). В число топ-менеджеров группы так же входили бывшие основатели Business Air Иан Вудли и Грэм Росс. Официально о сделке купли-продажи было объявлено 1 июня 2012 года.
В 2014 году девятый раз подряд BMI Regional была объявлена самой пунктуальной авиакомпанией Великобритании на основе анализа данных, предоставляемых Управлением гражданской авиации страны. Показатель пунктуальности исполнения регулярного расписания в 2013 году превысил 92 %.

## Корпоративная деятельность

### Офисы

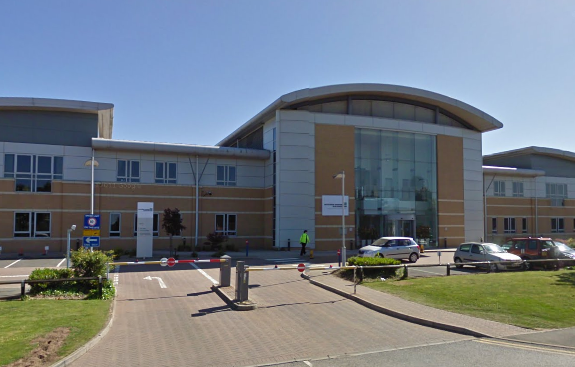
Штаб-квартира авиакомпании BMI Regional в аэропорту Восточный Мидландс

С момента своего основания в качестве Business Air авиакомпания использовала операционный центр в аэропорту Абердина. До середины 2012 года компания занимала здание вместе с канадской вертолётной авиакомпанией CHC Helicopter, которое находится на восточной стороне абердинского аэропорта между пожарной станцией и пассажирским терминалом другого вертолётного оператора Bond Offshore Helicopters.
После приобретения bmi regional в мае 2012 года группа «Sector Aviation Holdings» приняла решение о переносе штаб-квартиры авиакомпании из Абердина в аэропорт Восточный Мидландс.

### Операционная деятельность

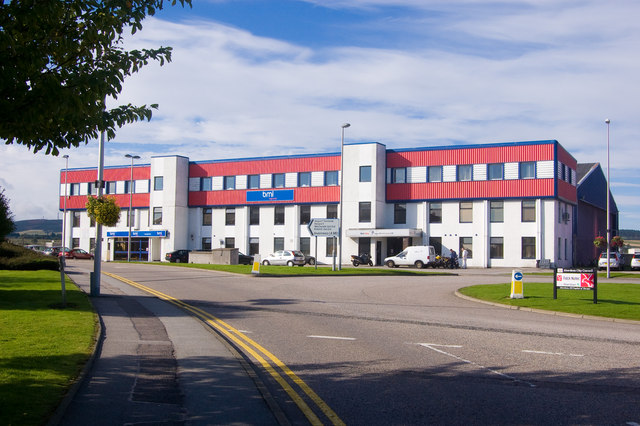
Операционный центр BMI Regional в аэропорту Абердина

British Midland Regional Limited использовала лицензию эксплуатанта A Управления гражданской авиации Великобритании, дающую право на перевозку грузов, почты и пассажиров на воздушных судах с вместимостью 20 и более пассажирских кресел.
Став независимым перевозчиком, авиакомпания изменила свой позывной с «KITTIWAKE» на «MIDLAND», а 28 октября 2012 года объявила о том, что будет использовать код ИАТА «BM» вместо кода «BD», ранее принадлежащего British Midland International.
23 января 2014 года bmi regional открыла новые регулярные маршруты в Норвегию с её нового дополнительного хаба в Ставангере. Первым регулярным рейсом при этом стал маршрут между аэропортом Харстад/Нарвик и аэропортом Ставангера.
Наряду с главной операционной базой bmi regional использовала ещё несколько собственных центров обслуживания в Великобритании: аэропорт Эдинбург, аэропорт Глазго, Лидс-Брадфорд, аэропорт Манчестера и лондонский аэропорт Хитроу. Вся узловая инфраструктура перешла к авиакомпании от British Midland International, причём Хитроу ранее использовался только для дальнемагистральных направлений. В середине мая 2013 года в качестве одного из дополнительных хабов был объявлен аэропорт Бирмингема, однако уже 28 октября руководство перевозчика заявило о закрытии этого хаба к концу 2013 года.
Используя собственный флот Embraer 145 авиакомпания bmi regional выполняла чартерные перевозки для концерна Airbus между его аэропортами Харден, Филтон и Тулузой.
В начале 2014 года bmi regional заключила контракт с вертолётостроительной корпорацией AgustaWestland на чартерные перевозки между аэропортом Милана и авиабазой Йовил. Ранее этот маршрут обслуживала авиакомпания Eastern Airways на самолётах Embraer 135, новый оператор работает на более вместительных лайнерах Embraer 145.

## Маршрутная сеть
В качестве дочернего подразделения магистральной British Midland International авиакомпания обслуживала все её региональные маршруты. После выделения в самостоятельную компанию bmi regional провела в 2012—2013 годах полную реструктуризацию собственной маршрутной сети регулярных перевозок.
В современном периоде маршрутная сеть bmi regional охватывала более 20 аэропортов континентальной Европы, Скандинавию и Великобританию. 30 марта 2014 года авиакомпания запустила регулярный рейс между аэропортами Брюсселя и Бристоля от имени Brussels Airlines. Компания также работала от имени шведского авиаперевозчика Flyglinjen на маршруте между аэропортом Кристианстад и стокгольмским аэропортом Арланда.
bmi regional имела код-шеринговые соглашения с немецкой Lufthansa на маршрутах из Бристоля во Франкфурт и Мюнхен, а также с Brussels Airlines на маршруте между Брюсселем и Ньюкаслом.

## Флот

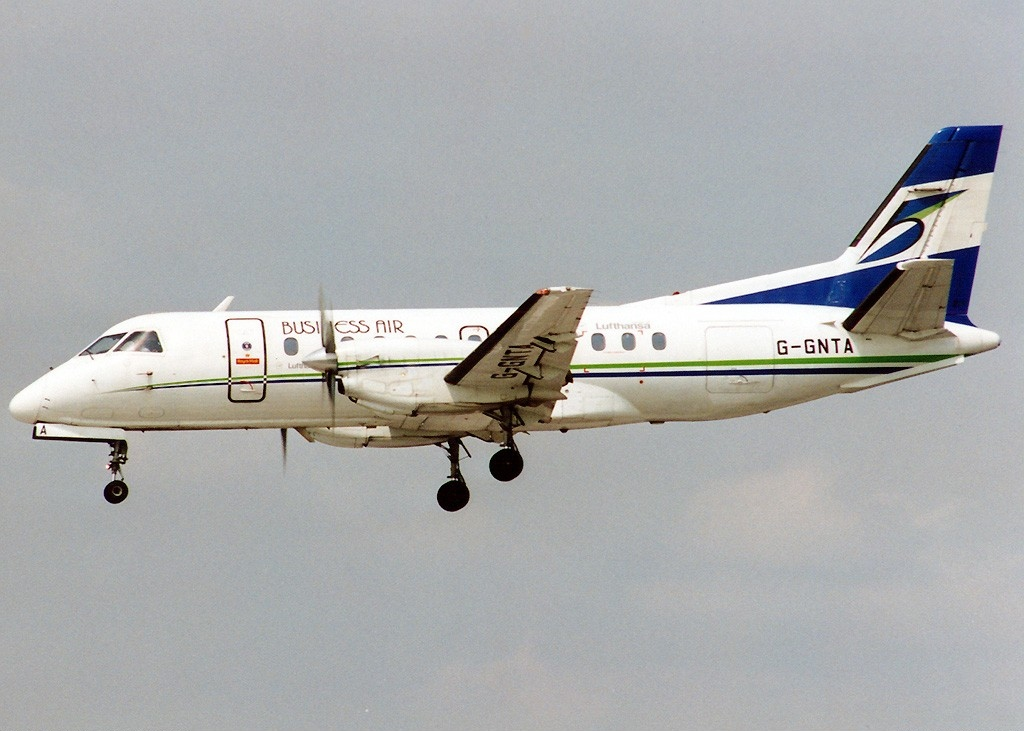
Saab-Fairchild SF-340A(QC) авиакомпании Business Air

Business Air начинала перевозки в 1987 году со флотом из двух турбовинтовых самолётов Saab 340. При этом, в светлое время суток лайнеры работали на регулярных пассажирских маршрутах, в ночное время — на перевозках грузов и почты.
Спустя короткое время авиакомпания ввела в эксплуатацию ATR 42-300 на маршруте между аэропортами Лидс-Брадфорд и Лондон Сити.
В текущем периоде флот авиакомпании составляла самолёты Embraer ERJ 145, оснащённые двигателями Rolls-Royce AE 3007. Четыре лайнера ERJ-145 авиакомпании не несли её фирменной раскраски, фюзеляжи были окрашены в ровный белый цвет с надписью bmi regional.
В феврале 2014 года воздушный флот авиакомпании bmi regional составляли следующие самолёты:

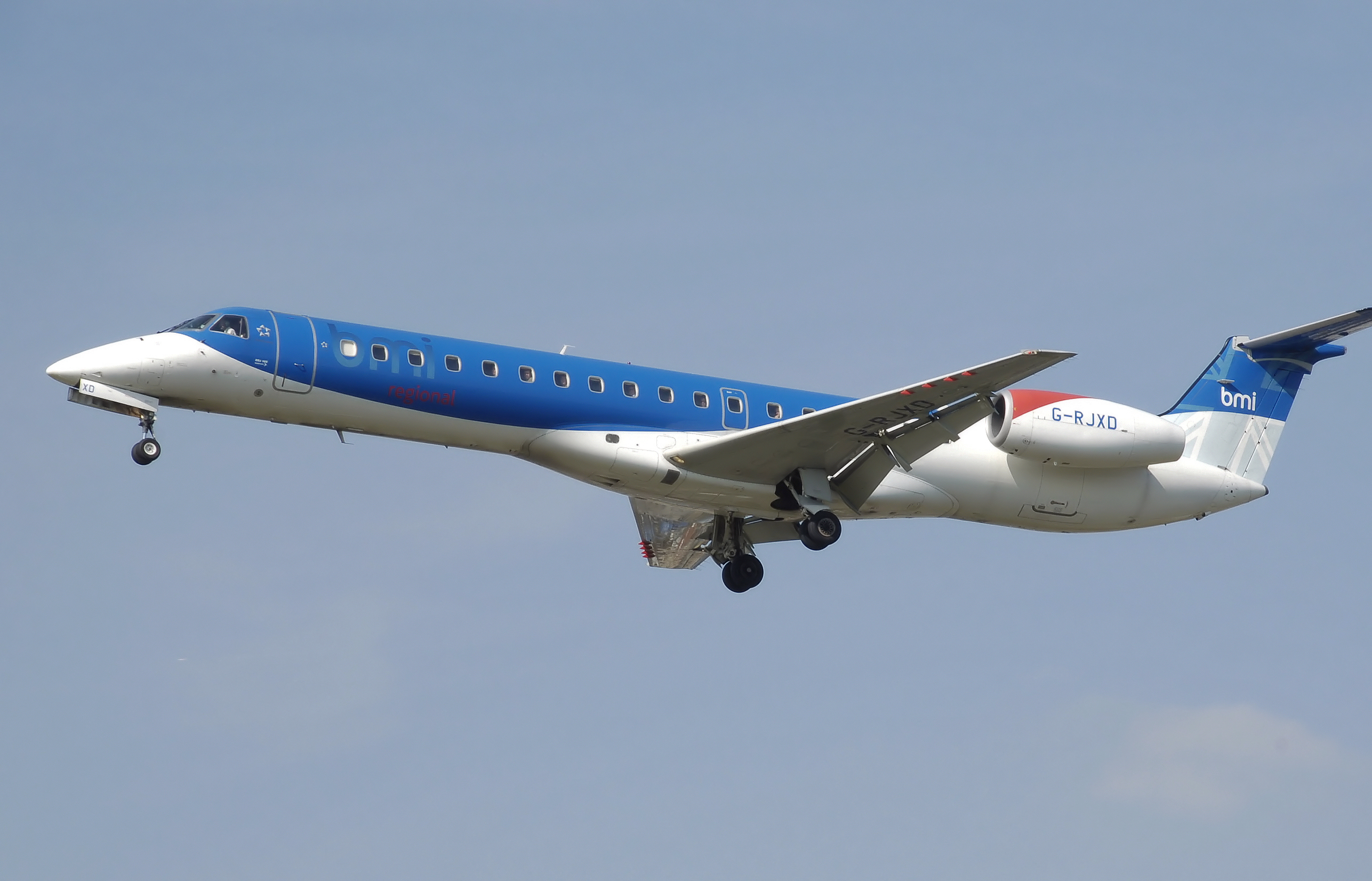
ERJ-145 авиакомпании BMI Regional в заходе на посадку в лондонском аэропорту Хитроу, 2007 год

| Тип самолёта | В эксплуатации | Заказано | Пассажирских мест |
| Embraer 135  | 4              |          | 37                |
| Embraer 145  | 14             |          | 49                |
| Всего        | 18             |          |                   |

## Статистика
| Год | Перевезено пассажиров | Количество рейсов | Процент загрузки | Изменение к предыдущему году |
| --- | --------------------- | ----------------- | ---------------- | ---------------------------- |
| 1997 | 97 188                | 22 615            | 59,4 %           |                              |
| 1998 | 231 083               | 23 395            | 56,7 %           | ▲0137,8 %                    |
| 1999 | 329 388               | 20 967            | 58,8 %           | ▲042,5 %                     |
| 2000 | 402 607               | 28 603            | 60,3 %           | ▲022,2 %                     |
| 2001 | 457 001               | 30 675            | 56,9 %           | ▲013,5 %                     |
| 2002 | 571 837               | 25 561            | 57,3 %           | ▲025,1 %                     |
| 2003 | 781 283               | 28 556            | 58,1 %           | ▲036,6 %                     |
| 2004 | 716 461               | 26 696            | 55,3 %           | ▼08,3 %                      |
| 2011 | 420 296               | 31 521            | 62,0 %           | н/д                          |
| 2012 | 382 037               | 27 062            | 59,3 %           | ▼09,1 %                      |
| - 2005 — 2010: данные недоступны, указаны только для «BMI Group» - Источник: Управление гражданской авиации Великобритании |                       |                   |                  |                              |